# هيرمان ميلر (شركة)
هيرمان ميلر هي شركة أمريكية تنتج أثاث مكتبي، مستلزمات مكتبية وأثاث منزلي. تأسست الشركة عام 1905 ويقع مقرها الرئيسي في زيلاند، ميشيغان.